# Calas (Bouches-du-Rhône)

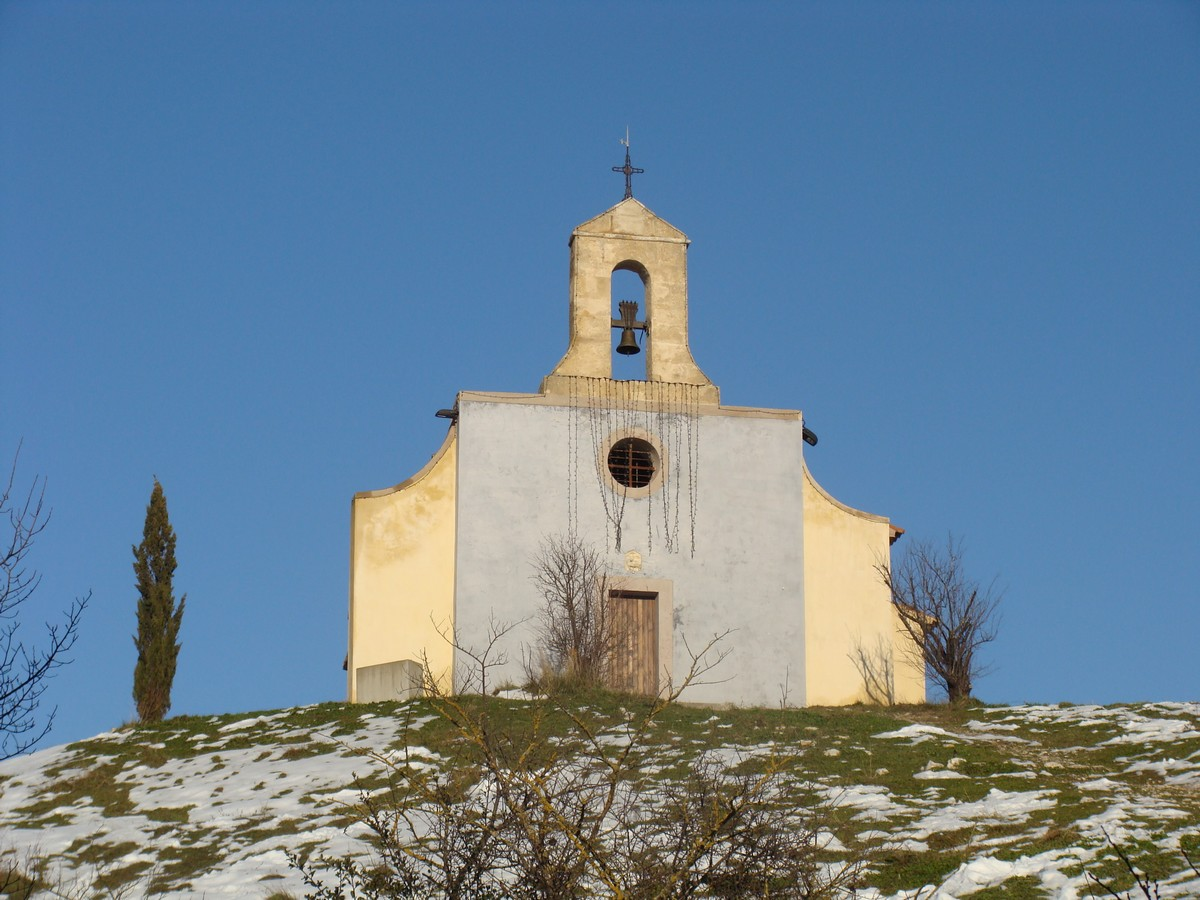
Kapelle von Calas

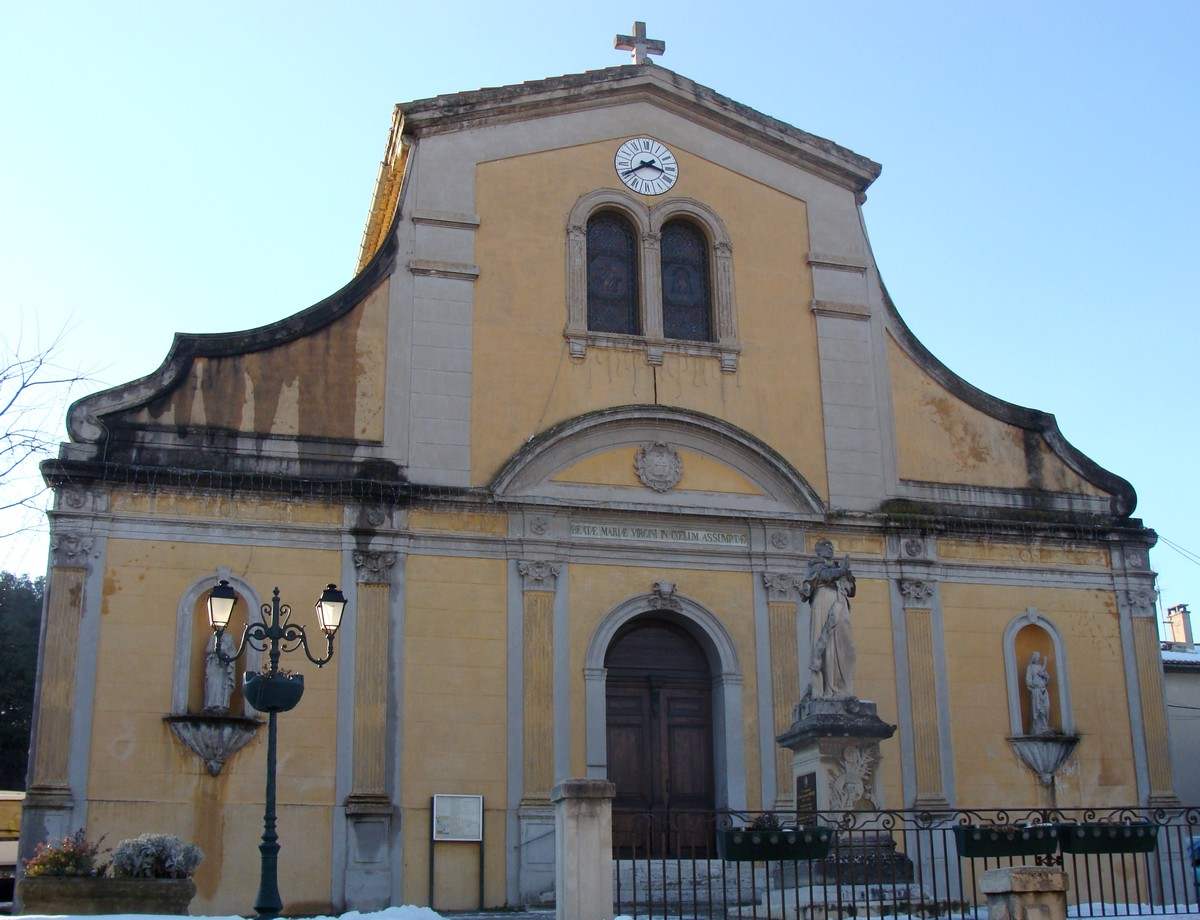
Pfarrkirche

Calas ist ein Ortsteil der südfranzösischen Gemeinde Cabriès im Département Bouches-du-Rhône.
Das Dorf liegt an der D543, die Septèmes-les-Vallons mit Sault verbindet. Cabriès liegt rund vier Kilometer weiter südwestlich. Ursprünglich lautete der Ortsname Calcaria.

## Sehenswürdigkeiten
In Cabriès befinden sich zwei Gotteshäuser: Zuerst die Dorfkirche mit dem Namen Notre-Dame-de-l’Assomption (dt.: Mariä Himmelfahrt). Die dreischiffige Kirche entstand zwischen 1866 und 1869. Ermöglicht wurde der Bau durch die Spende einer Dorfbewohnerin.
Älter ist die Kapelle Notre Dame de la Salette. Nach Einschätzung einiger Historiker geht ihre Geschichte bis ins 4. oder 5. Jahrhundert zurück. Darauf deutet zumindest der Schrein in der Kirche hin. Bis zur Einweihung der neuen Kirche im Jahr 1869 diente diese Kirche dem Ort als Pfarrkirche. Im Lauf der Jahrhunderte wurde sie mehrmals umgebaut. An der Nord-West-Seite der Kirche gab es einen kleinen Friedhof, der im 18. Jahrhundert zufällig entdeckt wurde. Jeden Ostermontag findet an der Kapelle eine Prozession statt, bei der Pferde und ihre Reiter gesegnet werden. Diese Tradition entstand 1958.
Rund 200 Meter außerhalb des Ortskerns liegt das ehemalige Schloss Château de Trébillane. Heute befindet sich dort ein Bauernhof mit der Einrichtung Oustau per Toùti (dt.: Haus für alle), das 1993 von der Gemeinde eingerichtet wurde. Diese ist seit 1985 Besitzerin des Bauernhofs.